# Dracula vampira
Dracula vampira es una especie de orquídea epifita. Es originaria de Ecuador.

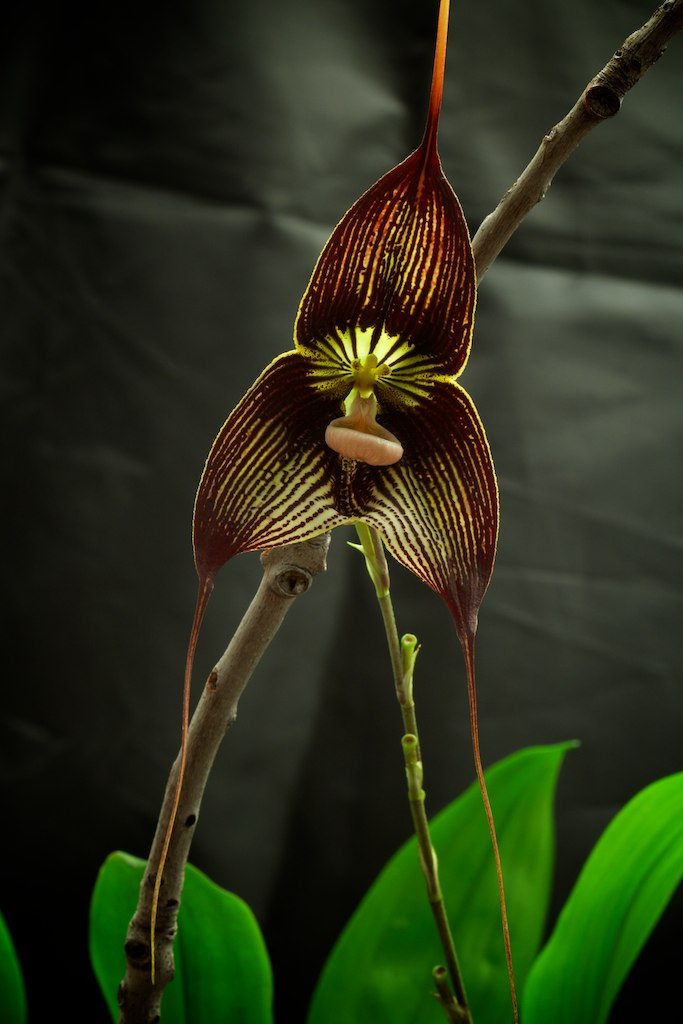
Vista de la planta

## Descripción
Es una orquídea de tamaño pequeño, con hábito de epifita y con ramicaules agrupados, erguidos, que están envuelto basalmente por 2-3 vainas sueltas, tubulares y que llevan una sola hoja, apical, erecta, delgadamente coriáceas, carinada, estrechamente elíptica, aguda, que se estrecha gradualmente abajo en la base peciolada conduplicada. Florece en una inflorescencia  basal, colgante a horizontal, laxamente con varias flores sucesivamente, de  37 a 57 cm  de largo  con brácteas oblicuamente tubulares y hasta 6, llamativas flores colgante que se abren en sucesión en casi cualquier época del año.

## Distribución y hábitat
Se encuentra en el bosque nublado de Ecuador occidental a elevaciones de 1800 a 2200 metros.  

## Taxonomía
Dracula vampira fue descrita por (Luer) y publicado en Selbyana 2(2,3): 198. 1978.
Etimología
Dracula: nombre genérico que deriva del latín y significa: "pequeño dragón", haciendo referencia al extraño aspecto que presenta con dos largas espuelas que salen de los sépalos.
vampira; epíteto latíno que significa "como un vampiro".
Sinonimia
- Masdevallia vampira Luer[4][5]